# Umělecké řemeslo
Umělecké řemeslo je obor lidské činnosti, v němž se ručně zhotovují umělecky hodnotné předměty, ať již záměrně profesionálním výtvarníkem, nebo bezděčně. Uměleckořemeslné produkty jsou souběhem tří komponent: vhodného masteriálu či materiálů, zpracovaných vhodnou technikou do účelného tvaru. Uměleckořemeslný předmět může sloužit sám o sobě nebo umělecky doplňuje jiné hotové předměty či stavby.
Na rozdíl od běžného řemesla je k jeho provozování potřeba umělecký talent a technické dovednosti. Od tzv. „velkého“ umění, tedy volného malířství a sochařství a architektury, se liší tím, že výrobky uměleckého řemesla mají konkrétní účel, buď samostatný (např. šperky, předměty denní potřeby) nebo jako součást zejména architektury. Pro uměleckořemeslné práce, které mají především výzdobnou funkci, se používá výraz dekorativní umění.
Od průmyslové revoluce v 19. století se postupně rozšiřuje užité umění, v němž se tvůrčí proces omezuje na design (návrh výtvarníka) a na velkosériovou průmyslovou realizaci předmětů, který umělecké řemeslo do určité míry nahrazuje. Pro tuto tovární výrobu uměleckých předmětů se používá výraz umělecký průmysl nebo termín užité umění.

## Historie
Umělecké řemeslo se rozvíjelo již od pravěku, kdy jsou archeologicky postižitelné dva nejdůležitější obory řemesel "ohně": keramika a kovolitectví. Ve středověku se rozvíjí umělecká řemesla organizovaná podle specializovaných oborů nebo sdružená podle materiálů v rámci bratrstve nebo cechů, což vydrželo až do poloviny 19. století. V té době se paralelně rozvíjí průmyslová výroba, ale umělecké řemeslo nacházelo nadále široké uplatnění. Proti průmyslové výrobě se vzepřelo hnutí za obrodu uměleckých řemesel, nejprve v Anglii, pod vedením Johna Ruskina pod názvem "Arts and crafts". Trvalo i po nástupu modernismu a funkcionalismu po první světové válce. Tradici uměleckých řemesel v celé Evropě rozvíjely a rozvíjejí Uměleckoprůmyslové školy, zakládané na území Rakousko-Uherska od 70. let 19. století. Dodnes má umělecké řemeslo své místo a význam, nejen při opravě a restaurování starožitných uměleckořemeslných výrobků. budov.
Historii a současnost evropského a zejména českého uměleckého řemesla mapují Uměleckoprůmyslové museum v Praze, Brně a uměleckořemeslná oddělení řady dalších muzeí (např. Severočeské muzeum v Liberci, Slezské muzeum v Opavě).

## Kritéria umělecko-řemeslné práce
Kritéria hodnocení umělecké kvality či uměleckého charakteru řemeslného produktu jsou různá:
- vyvážený poměr kvalitního materiálu, jeho zpracování účelnými technikami či technologií a jeho účelu (funkce)
- esteticky působivé hotové dílo (i běžný řemeslník může někdy vytvořit dílo vrcholné umělecké úrovně)
- období vzniku, před vznikem kapitalistické velkovýroby: neexistoval kýč ani nepřiměřené imitace materiálů, stupnice hodnocení díla: mistrovské, běžné, sériové, rustikální, lidové, diletantské
- mistrovství - záleží na technické odbornosti a na mistrovském zpracování materiálu (materiálů)
- uplatnění konkrétního řemesla a řemeslníka.
- nepatří sem řemesla zpracovatelská a dodavatelská, která dodávají materiály nebo polotovary dalším řemeslům

## Příklady uměleckých řemesel
- umělecké kovářství, platnéřství
- kovolitectví a kovotepectví
- umělecké zámečnictví
- Kamenosochařství
- Umělecké štukatérství, zpravidla figurativní
- keramika, eventuálně hrnčířství
- sklářství, sklomalířství, glyptika a tvorba vitráží
- řezbářství a nábytkářství
- písmomalířství
- zlatnictví, stříbrnictví a šperkařství
- Hodinářství - oblast historických hodinek, hodin a orlojů
- tkalcovství, tvorba tapisérií
- krajkářství a vyšívačství